# Kloster Königshofen im Grabfeld
Kloster Königshofen im Grabfeld  war ein Kloster der Kapuziner in Bad Königshofen in Bayern in der Diözese Würzburg.

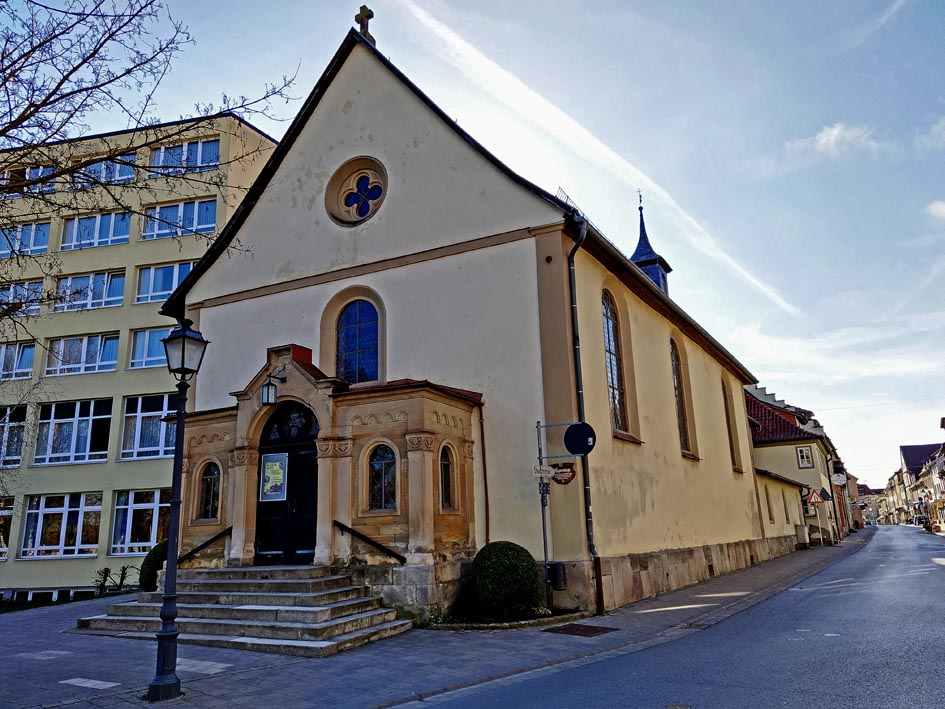
Außenansicht der Klosterkirche

## Geschichte

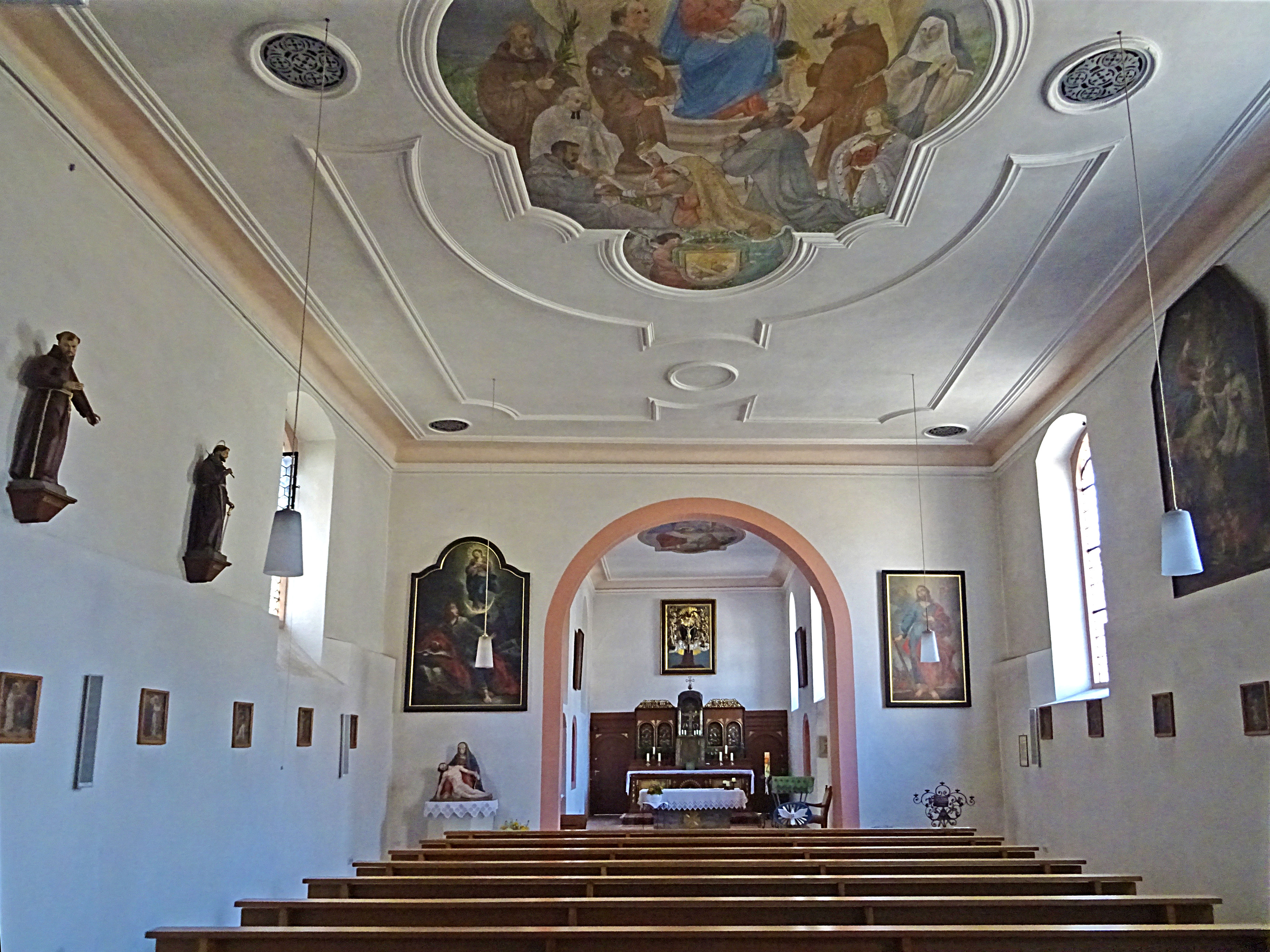
Kapuzinerklosterkirche

Um 1593 gab es erste Versuche ein Kloster einzurichten, 1647 bat die Stadt unter Oberamtmann Georg Anton von Heppenheim Bischof Johann Philipp von Schönborn aktiv zu werden. Zunächst lebten die Patres im Juliusspital. 1973 wurde das Kloster
wegen Nachwuchsmangels aufgehoben, nachdem schon seit einigen Jahren nur noch ein Pater dort
tätig war. Die Klostergebäude wurden von der Stadt gekauft und bereits 1971 abgerissen. Auf dem
Gelände befindet sich jetzt der Kurpark der Stadt und ein Hotel, Erhalten blieb die
Kapuzinerklosterkirche, sie steht unter Denkmalschutz und wurde in den 1990er Jahren innen

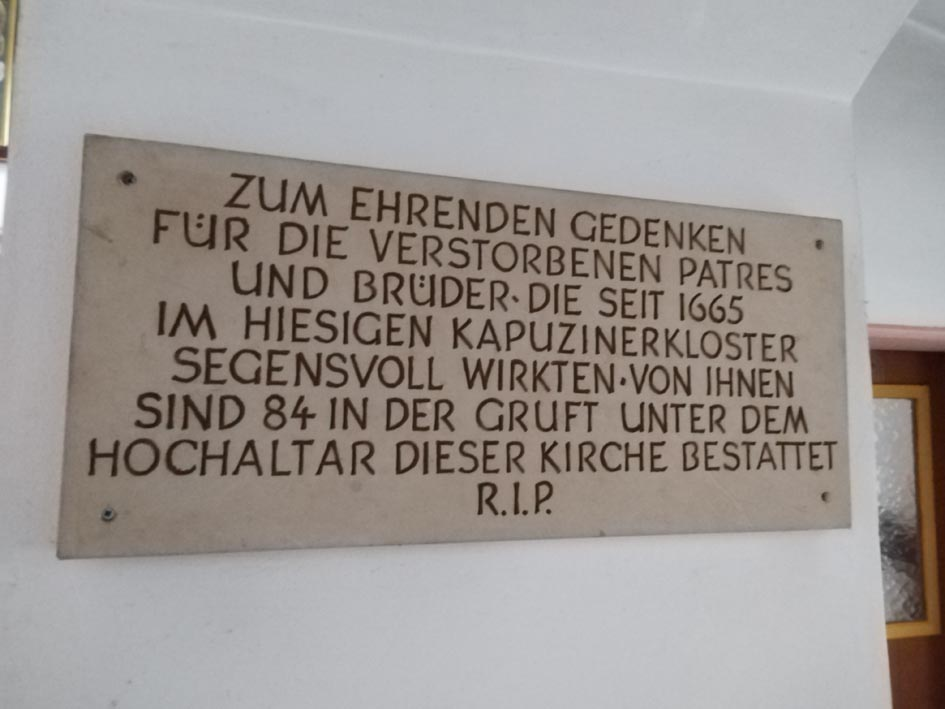
Gedenktafel an die Patres des Klosters

renoviert.